# Montcarville
Montcarville era una comuna francesa que estaba situada en el departamento de Mancha, de la región de Normandía, que entre 1795 y 1800 pasó a formar parte de la comuna de Gouville-sur-Mer.

## Demografía
La comuna constaba en 1793 con 408 habitantes.